# Kathryn Casey

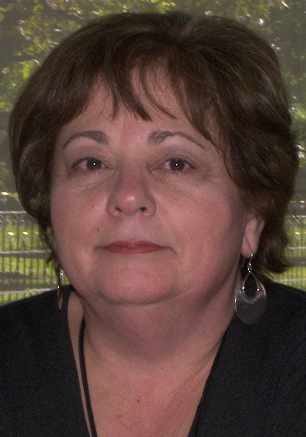
Kathryn Casey (2009)

Kathryn Casey (* in Wauwatosa, Wisconsin) ist eine US-amerikanische Journalistin und Schriftstellerin.

## Leben
Kathryn Casey wurde in Wauwatosa, Wisconsin geboren. Die Familie zog Anfang der 1980er nach Texas. Sie erwarb erfolgreichen einen Abschluss in Journalistik an der University of Houston. 1984 fand sie Arbeit als Redakteurin des Houston City Magazine, wo sie zwei Jahre lang blieb. Nach zwei weiteren Jahren als Redakteurin bei Ultra, einer Zeitschrift, die sich an wohlhabende Kunde richtete, war sie 18 Jahre lange als Journalistin für Ladies' Home Journal tätig. Seitdem ist sie freie Journalistin und schrieb unter anderem für Magazine wie Seventeen, Texas Monthly, TV Guide und dem Rolling Stone. Thematisch beschäftigte sie sich häufig mit Themen wie Hurrikan Katrina, die Terroranschläge am 11. September 2001 und die Bombenanschlag auf das Murrah Federal Building in Oklahoma City.
Aus einem Artikel über einen Serienvergewaltiger, der Anfang der 1990er Jahre mehrere Hausfrauen in Houston vergewaltigte, schrieb Casey mit The Rapist's Wife ihr erstes Sachbuch über einen wahren Kriminalfall. Fortan konzentrierte sie sich vermehrt auf Kriminalfälle und veröffentlichte mit A Warrant to Kill, She Wanted It All und Die, My Love weitere Bücher. Ihr 2012 erschienenes Buch Deadly Little Secrets über einen Priester, der seine Frau umgebracht hat. Er wurde 2013 von Lifetime Television in den Fernsehfilm Murder in a Small Town adaptiert, der später in Sins of the Preacher umbenannt wurde. Unter der Regie von John Stimpson spielten Gail O’Grady, Christopher Gartin und James McDaniel die Hauptrollen.
Als Schriftstellerin debütierte Casey 2008 mit Singularity. Ihre Erfahrungen aus ihren vorherigen Büchern bündelte sie in der Figur der Sarah Armstrong, einer Texas Rangerin und Fallanalytikerin. Das Buch erschien zwei Jahre später, nach einer Übersetzung von Sabine Schilasky, unter dem Titel Blutsühne beim Münchener Diana Verlag. Zwei weitere Romane folgten 2009 mit Blood Lines und 2010 mit The Killing Storm.

## Werke (Auswahl)
Sachbücher
- The Rapist's Wife (1995)
- A Warrant to Kill (2000)
- She Wanted It All (2005)
- Die, My Love (2007)
- A Descent into Hell (2008)
- Shattered (2010)
- Deadly Little Secrets (2012)

Sarah-Armstrong-Reihe
- Singularity (2008; deutsch: Blutsühne, Diana Verlag, München 2011, ISBN 978-3-453-35438-8)
- Blood Lines (2009)
- The Killing Storm (2010)

2008 war sie eine der Mitgründerinnen des US-amerikanischen Krimi-Blogs Women in Crime Ink.